# Kirchschlager Straße
Die Kirchschlager Straße B 55 ist eine Landesstraße in den Bezirken Neunkirchen, Wiener Neustadt-Land und Oberpullendorf. Sie verläuft auf einer Strecke von 47 km von Grimmenstein (B 54) durch die Bucklige Welt nach Rattersdorf an die ungarische Grenze.
Wichtige Gemeinden an der B 55 sind Edlitz, Krumbach, Kirchschlag und Pilgersdorf. Die B 55 verbindet außerdem die B 50 mit der B 61 bei der Staatsgrenze zu Ungarn.

## Geschichte
Die Fürsten von Pálffy ließen die Straße von Wiener Neustadt über Schwarzau am Steinfeld, Seebenstein, Krumbach und Kirchschlag bis Güns auf ihre Kosten zu einer Chaussee ausbauen, die im September 1818 fertiggestellt wurde. Dadurch wurde der Transport landwirtschaftlicher Produkte aus den Herrschaften Kirchschlag und Krumbach, die den Fürsten von Palffy gehörten, deutlich erleichtert.
Die Straße von der „ungarischen Gränze nächst Güns über Kirchschlag, Krumbach, Seebenstein nach Wiener Neustadt“ gehört zu den 17 Straßen, die 1866 zu niederösterreichischen Landesstraßen erklärt wurden.
Die 65,1 km lange Kirchschlager Straße zwischen Wiener Neustadt und Lockenhaus wurde durch Verordnung der Bundesregierung vom 9. Juni 1933 zur Bundesstraße erklärt. Bis 1938 wurde die Kirchschlager Straße als B 19 bezeichnet. Nach dem Anschluss Österreichs wurde diese Straße im Zuge der Vereinheitlichung des Straßensystems am 1. April 1940 in eine Landstraße I. Ordnung umgewandelt und als L.I.O. 63 bezeichnet. Am 23. März 1942 wurde sie durch einen Erlass des Generalinspekteurs für das Deutsche Straßenwesen zur Reichsstraße erklärt und als Reichsstraße 406 bezeichnet.
Seit dem 1. April 1948 gehört die Kirchschlager Straße wieder zum Netz der Bundesstraßen in Österreich. Die Kirchschlager Straße der Nachkriegszeit begann in Edlitz an der Wechsel Straße und führte von Lockenhaus weiter über den Geschriebenstein bis Schachendorf.
Seit 1972 endet die Kirchschlager Straße in Rattersdorf, deshalb wurde der südliche Streckenabschnitt der Kirchschlager Straße 1972 in Geschriebenstein Straße B 56 umbenannt.

## Verlauf
Die Kirchschlager Straße zweigt in Grimmenstein im Tal der Pitten von der Wechselstraße ab und gelangt über das Tal des Edlitzbaches südostwärts via Edlitz nach Krumbach, indem sie die Anhöhe zur Ponholzbachkerbe beim Weissen Kreuz passiert. Ab Krumbach nutzt sie die Talebene des Zöbernbaches über Kirchschlag bis zur Kreuzung mit der Burgenland Straße bei Lockenhaus. Hier wird dem Tal der Güns entlang des Nordrandes des Günser Gebirges ostwärts bis zum Grenzort Rattersdorf an der Günser Straße gefolgt.  